# Liza Drozd
Elizaveta Danilovna Drozd (Russisch: Елизавета Даниловна Дрозд; Krasnojarsk, 18 september 1999), beter bekend als Liza Drozd, is een Russisch zangeres.
Drozd vormt al geruime tijd een zangduo met Sasja Lazin. Samen namen zij al aan verschillende zangwedstrijden deel. In 2010 wonnen ze het festival Moscow - Kansk Transit en Zolotoy Petushok in Nizjni Tagil met het nummer Boy and girl. Met dit nummer mochten zij vervolgens ook deelnemen aan de Russische voorronde voor het Junior Eurovisiesongfestival. Wederom met succes, want ze wonnen opnieuw en mochten daarom Rusland vertegenwoordigen op het Junior Eurovisiesongfestival 2010, in de Wit-Russische hoofdstad Minsk. Dit deden ze ook weer met het nummer Boy and girl.
Drozd en Lazin kwamen in Minsk zeer dicht bij de winst. Ze eindigden op de tweede plaats met slechts één punt achter winnaar Armenië.
Drozd is naast zangeres ook presentatrice van een kinderprogramma (Odni doma) op de regionale zender TRK Afontovo.
2005: Vlad Kroetskich · 
2006: The Tolmachevy Twins · 
2007: Aleksandra Golovtsjenko · 
2008: Michail Poentov · 
2009: Jekaterina Rjabova · 
2010: Sasja Lazin & Liza Drozd · 
2011: Jekaterina Rjabova · 
2012: Lerika · 
2013: Dajana Kirillova · 
2014: Alisa Kozjikina · 
2015: Michail Smirnov · 
2016: Water of Life Project · 
2017: Polina Bogoesevitsj · 
2018: Anna Filiptsjoek · 
2019: Tatiana & Denberel · 
2020: Sofia Feskova · 
2021: Tanja Mezjentseva